# به موقع!!
«بهنگام!!» (به انگلیسی: Timely!!) ششمین جٌنگ خواننده و ترانه‌سرای ژاپنی، آنری است که در سال ۱۹۸۳ منتشر شد. بهنگام!! با همکاری توشیکی کادومتسو بود. از این جنگ با نام یکی از بهترین آثار سبک سیتی پاپ و آنری یاد می‌شود. از تک آهنگ «چشم گربه» در سریال انیمه «چشم گربه» استفاده شده است. این تک‌آهنگ یکی از پرفروش‌ترین تک‌آهنگ‌ها ژاپن در سال ۱۹۸۳ بود و به مدت پنج هفته متوالی در جایگاه نخست باقی ماند. این تک‌آهنگ برای بهنگام!! دوباره باز ضبط شد. همچنین در سال ۲۰۱۰ توسط گروه دخترانه مکس بازخوانی شد.

## فهرست ترانه‌ها
| روی نخست | روی نخست                     | روی نخست        | روی نخست      | روی نخست |
| شماره    | نام                          | سراینده         | آهنگساز       | مدت      |
| -------- | ---------------------------- | --------------- | ------------- | -------- |
| ۱.       | «چشم گربه (باز ضبط)»         | یوشیکو میروآ    | یوچیرو اودا   | ۳:۱۰     |
| ۲.       | «تابستان طوفانی»             | توشیکی کادومتسو | کادومتسو      | ۴:۰۷     |
| ۳.       | «با من بمان»                 | کادومتسو        | کادومتسو      | ۳:۳۷     |
| ۴.       | «امیدی از خیابان ناامیدی ها» | آنری            | آنری          | ۴:۱۹     |
| ۵.       | «تنها نیستی»                 | چینفا کان       | تتسوجی هایاشی | ۴:۰۵     |

| روی پشت    | روی پشت                                              | روی پشت    | روی پشت    | روی پشت |
| شماره      | نام                                                  | سراینده    | آهنگساز    | مدت     |
| ---------- | ---------------------------------------------------- | ---------- | ---------- | ------- |
| ۶.         | «悲しみがとまらない» (نمی‌تونم از این تنهایی در بیام) | کان        | هایاشی     | ۴:۲۵    |
| ۷.         | «پسر کمرو»                                           | کادومتسو   | کادومتسو   | ۳:۱۵    |
| ۸.         | «دلدادگی گمشده زیر باران»                            | کادومتسو   | آنری       | ۴:۱۹    |
| ۹.         | «چرخ زدن با عشقم»                                    | کادومتسو   | کادومتسو   | ۴:۵۱    |
| ۱۰.        | «شبت-بخیر به تو»                                     | کادومتسو   | کادومتسو   | ۵:۱۸    |
| مجموع مدت: | مجموع مدت:                                           | مجموع مدت: | مجموع مدت: | ۴۱:۳۰   |

| ترانه اضافی که در نسخه باز پخش بهنگام!! در سال ۲۰۰۸ قرار دارد. | ترانه اضافی که در نسخه باز پخش بهنگام!! در سال ۲۰۰۸ قرار دارد. | ترانه اضافی که در نسخه باز پخش بهنگام!! در سال ۲۰۰۸ قرار دارد. | ترانه اضافی که در نسخه باز پخش بهنگام!! در سال ۲۰۰۸ قرار دارد. | ترانه اضافی که در نسخه باز پخش بهنگام!! در سال ۲۰۰۸ قرار دارد. |
| شماره                                                          | نام                                                            | سراینده                                                        | آهنگساز                                                        | مدت                                                            |
| -------------------------------------------------------------- | -------------------------------------------------------------- | -------------------------------------------------------------- | -------------------------------------------------------------- | -------------------------------------------------------------- |
| ۱۱.                                                            | «روزهای تابستانی به یاد بیار»                                  | کادومتسو                                                       | کادومتسو                                                       | ۴:۵۵                                                           |

## نمودارهای فروش

### نمودارهای هفتگی
| سال  | کشور | نمودار                              | موقعیت | فروش    |
| ---- | ---- | ----------------------------------- | ------ | ------- |
| ۱۹۸۳ | ژاپن | جدول هفتگی آلبوم‌های اوریکون         | ۱      | ۳۱۴٬۰۰۰ |
| ۱۹۸۳ | ژاپن | جدول هفتگی آلبوم‌های اوریکون در سی‌تی | ۲      | ۱۹۶٬۰۰۰ |

### نمودارهای پایان سال
| سال  | کشور | نمودار                       | موقعیت | فروش    |
| ---- | ---- | ---------------------------- | ------ | ------- |
| ۱۹۸۴ | ژاپن | جدول آلبوم‌های سالانه اوریکون | ۱۰     | ۵۰۹٬۰۰۰ |

## همچنین بخوانید
- موسیقی ژاپنی در سال ۱۹۸۳

## پیوست
1. ↑  Otaki, Ei (2013). "City Pop | Now & Then". Billboard Japan.
2. ↑  Winkie, Luke (2019-01-11). "City Pop, the optimistic disco of 1980s Japan, finds a new young crowd in the West". Chicago Reader (به انگلیسی). Retrieved 2022-02-08. ...many City Pop fans consider her best work to be the superbly breezy 1983 release Timely!!, which is like a blueprint for the genre’s aesthetic.